# Loomis (Kalifornia)
Loomis város az USA Kalifornia államában, Placer megyében. Lakosainak száma 6836 fő (2020. április 1.). Loomis Penryn, Rocklin és Granite Bay településekkel határos.

## Népesség
A település népességének változása:
| Lakosok száma | 1108 | 1284 | 5705 | 6260 | 6430 | 6836 |
|               | 1970 | 1980 | 1990 | 2000 | 2010 | 2020 |